# Dombegyház
Dombegyház is een plaats (nagyközség) en gemeente in het Hongaarse comitaat Békés. Dombegyház telt 2431 inwoners (2002).